# Lady Stardust
Lady Stardust è un brano musicale scritto dall'artista inglese David Bowie, sesta traccia dell'album The Rise and Fall of Ziggy Stardust and the Spiders from Mars del 1972.

## Il brano
L'introduzione al pianoforte di Mick Ronson apre la seconda facciata dell'album con una malinconica melodia che rievoca le carismatiche esibizioni dal vivo di Ziggy Stardust e degli Spiders from Mars dal punto di vista di un fan della rockstar androgina, un brano «in cui le correnti di frustrazione e trionfo si fondono in una desolazione assoluta» come scrisse il 20 luglio 1972 Richard Cromelin su Rolling Stone. Il brano è un omaggio a Marc Bolan, leader dei T. Rex e icona del glam rock che David conosceva dal 1964 e che aveva già lasciato un'impronta nel suo immaginario, riscontrabile in brani come Holy Holy o Hang On to Yourself, tracciando il percorso per la sua "reincarnazione" nei panni di Ziggy Stardust.

## Registrazione
La traccia fu incisa ai Trident Studios di Londra il 12 novembre 1971 anche se un demo acustico era già stato registrato ad aprile nella residenza di Bowie ad Haddon Hall, con il titolo He Was Alright (A Song for Marc). Una versione ridotta del demo è stata inclusa come traccia bonus nelle riedizioni di The Rise and Fall of Ziggy Stardust and the Spiders from Mars del 1990 e del 2002.

## Formazione
- David Bowie - voce, chitarra
- Mick Ronson - pianoforte, cori
- Trevor Bolder - basso
- Mick Woodmansey - batteria

## Lady Stardustdal vivo
Dopo essere stata eseguita nelle sessioni BBC registrate l'11 gennaio e il 23 maggio 1972 (la seconda inclusa in Bowie at the Beeb), Lady Stardust fu inclusa come numero di apertura nei concerti al Rainbow Theatre di Londra del 19 e 20 agosto, durante lo Ziggy Stardust Tour, mentre sul maxischermo veniva proiettata l'immagine di Marc Bolan. Una nuova versione semi-acustica con l'accompagnamento vocale di Gail Ann Dorsey fu eseguita l'8 gennaio 1997 nello special radiofonico della BBC ChangesNowBowie e durante l'Earthling Tour dello stesso anno.

## Cover
Tra gli artisti che hanno pubblicato una cover di Lady Stardust:
- The Conscience Pilate in Movie Scene Street del 1998
- El Vez in Son of a Lad from Spain? del 1999
- Des de Moor e Russell Churney in Darkness and Disgrace del 2003
- Danny Michel in Loving The Alien: Danny Michel Sings The Songs Of David Bowie del 2004
- Seu Jorge in The Life Aquatic Studio Sessions del 2005
- Midge Ure in 10 del 2008
- Techno Cowboy in The Ziggy Stardust Omnichord Album del 2009
- Dee Madden in Mimeograph: 1 - Songs I Sing to Myself When I Am Sad del 2009 (digital release)
- The Luyas in Paper Bag Records Vs. The Rise and Fall of Ziggy Stardust and the Spiders from Mars del 2012

Lady Stardust è stata proposta dal vivo da Crosby, Stills & Nash il 26 luglio 2009, durante il festival Gathering of the Vibes di Bridgeport, e da Chris Cornell in due occasioni, nel 2012 e nel 2016.